# Yīniàn sānqiān
Yīniàn sānqiān (一念三千, "tremila mondi in un istante di vita", coreano Illyeom samjeong, giapponese Ichinen sanzen, vietnamita Nhất niệm tam thiên) è la dottrina buddista di origine Madhyamaka, elaborata da Zhìyǐ fondatore della scuola buddista cinese Tiāntái e ripresa nelle scuole giapponesi del Buddismo Tendai e del Buddismo Nichiren.
Questa dottrina esprime un complesso olismo e omnicentrismo radicale che caratterizza l'unicità dell'insegnamento Tiāntái nel panorama delle dottrine buddiste.
Essa sostiene che, dal punto di vista del pensiero, tutti i mondi (le singole esperienze e l'individuazione dei singoli oggetti di esperienza) esistono certamente, ma la pratica meditativa consente di scorgerne la loro ambiguità, la loro indeterminatezza. Essi esistono solo in quanto la mente li delimita in modo arbitrario sia dal punto di vista spaziale sia da quello temporale, impedendo di vedere la loro reale natura (tathātā, 真如 zhēnrú, giapponese shinnyo).
Visti nella loro continuità temporale e nel loro condizionalmente reciproco questi 'mondi' non possono essere considerati che 'vuoti', privi di un'identità inerente. Ma il pensiero, ovvero la vita, non si accontenta della loro vacuità, soffrendo d'altro canto per la loro incostante 'esistenza' (ogni fenomeno appare, esiste e scompare):  è l'ambiguità di questi 'mondi' a generare la sofferenza negli esseri senzienti (sanscrito sattva, cinese 衆生 zhòngshēng, giapponese shūjō) ed è il continuo esercizio di consapevolezza dello zhǐguān sulla dottrina dello yīniàn sānqiān e dello yuánróng sāndì (Triplice verità) che può portare, secondo Zhìyǐ, la salvezza da questa condizione.
Le realtà possibili in un solo pensiero (sanscrito  eka-kṣaṇa, cinese 一念 yīniàn, giapponese ichinen) indicati in questa dottrina, sono tremila (sanscrito tri-sāhasra, cinese 三千 sānqiān, giapponese sanzen) in quanto inglobano tutte le condizioni esperibili: 10 sono le condizioni esistenziali (Dieci mondi, 十界 cinese shíjiè, giapponese jùkai):
1. Lo stato infernale (sanscrito naraka, 地獄 cinese dìyù, giapponese jigoku) vincolato all'odio;
2. Lo stato di spirito affamato (sanscrito preta, 餓鬼 cinese èguǐ, giapponese geka) vincolato all'avidità;
3. Lo stato di animale (sanscrito tiryag-yoni, 畜生 cinese chùshēng, giapponese chiku shō) vincolato all'ottusità;
4. Lo stato di divinità inferiore (sanscrito asura, 阿修羅 cinese āxiūluó, giapponese ashura) vincolato alla gelosia;
5. Lo stato umano (sanscrito manuṣya, 人間 cinese rénjiān, giapponese ningen) vincolato al desiderio;
6. Lo stato di divinità (sanscrito dyaus, 天上 cinese tiānshàng, giapponese tenjō) vincolato alla felicità impermanente;
7. Lo stato di śrāvaka (聲聞 cinese shēngwèn, giapponese shōmon) proprio del buddista hīnayāna, ovvero di colui che persegue il "risveglio" personale uscendo dal saṃsāra (cinese 輪廻 lúnhuí, giapponese rinne),  per entrare nel nirvāṇa statico (sanscrito  pratiṣṭhita-nirvāṇa, cinese zhù nièpán, giapponese jū nehan) proprio degli arhat (cinese aluoan, giapponese arakan);
8. Lo stato di pratyekabuddha (緣覺 cinese yuánjué, giapponese engaku) proprio di colui che raggiunge l'"illuminazione"  (cinese 菩薩 pútí, giapponese bodai) da sé e per sé e non la insegna agli altri;
9. Lo stato di bodhisattva (菩薩 cinese púsà, giapponese bosatsu) proprio del buddista mahāyāna;
10. Lo stato di buddha (佛 cinese  Fó, giapponese butsu),  che corrisponde alla realizzazione del nirvana non statico (sanscrito apratiṣṭhita-nirvāṇa, 無住涅槃 cinese wúzhù nièpán, giapponese mujū nehan) proprio di chi realizza la piena illuminazione (sanscrito anuttarā-samyak-saṃbodhi, 正等覺 cinese zhèngděngjué, giapponese shōtōkaku).

Tali "dieci condizioni esistenziali" vanno moltiplicate per sé stesse in quanto tutte queste condizioni, da quella infernale a quella buddhica, implicano potenzialmente le altre nove esistenze al loro stesso interno.
Queste "cento potenziali esistenze" vanno poi moltiplicate per le "10 talità" (vera natura dei dharma, sanscrito tathātā, 如是實相 cinese rúshì shíxiàng, giapponese nyoze jissō) indicate nel II capitolo del Sutra del Loto e che corrispondono a: caratteristiche, natura, essenza, forza, azione, causa, condizione, retribuzione, frutto e uguaglianza di tutte queste talità tra loro.
Questi 'mille' dharma vanno poi moltiplicati per i tre mondi (sanscrito loka, 世 cinese shì, giapponese se) ovvero per i cinque aggregati (sanscrito pañca skandha, 五蘊 cinese wǔyùn, giapponese goun), per gli esseri senzienti costituiti dai cinque aggregati (sanscrito sattva, cinese 衆生 zhòngshēng, giapponese shūjō) e per il luogo in cui essi vivono (sanscrito talima, 地 cinese dì, giapponese ji), raggiungendo il numero di "tremila mondi"  (sanscrito tri-sāhasra, cinese 三千 sānqiān, giapponese sanzen).
La vita può manifestarsi in queste "tremila condizioni" cambiando costantemente anche a seconda dei vissuti della mente, ma questi "tremila mondi" sono, per la dottrina Tiāntái, tutti immancabilmente vuoti (sanscrito  śūnyatā,  cinese 空 kōng, giapponese kū) e non sono né esistenti né non esistenti.